# (35649) 1998 ML4
1998 أم أل 4 (ويعرف أيضًا باسم (35649) 1998 أم أل 4 وفق تسمية الكوكب الصغير) (بالإنجليزية: 1998 ML4)‏ هو كويكب ضمن حزام الكويكبات؛ وترتيبه 35649 من حيث الاكتشاف.
اكتُشف هذا الجُرم الفلكي بواسطة ماسح السماء كاتالينا في 23 يونيو 1998.

## وصلات خارجية
- (35649) 1998 ML4 في قاعدة بيانات مختبر الدفع النفاث لأجرام النظام الشمسي الصغيرة

- الاكتشاف · مخطط المدار ·  العناصر المدارية · المعلمات المادية

- (35649) 1998 ML4 على موقع ويكي سكاي: DSS2, SDSS, GALEX, IRAS, Hydrogen α, X-Ray, Astrophoto, Sky Map, Articles and images